# マリア・サンブラーノ

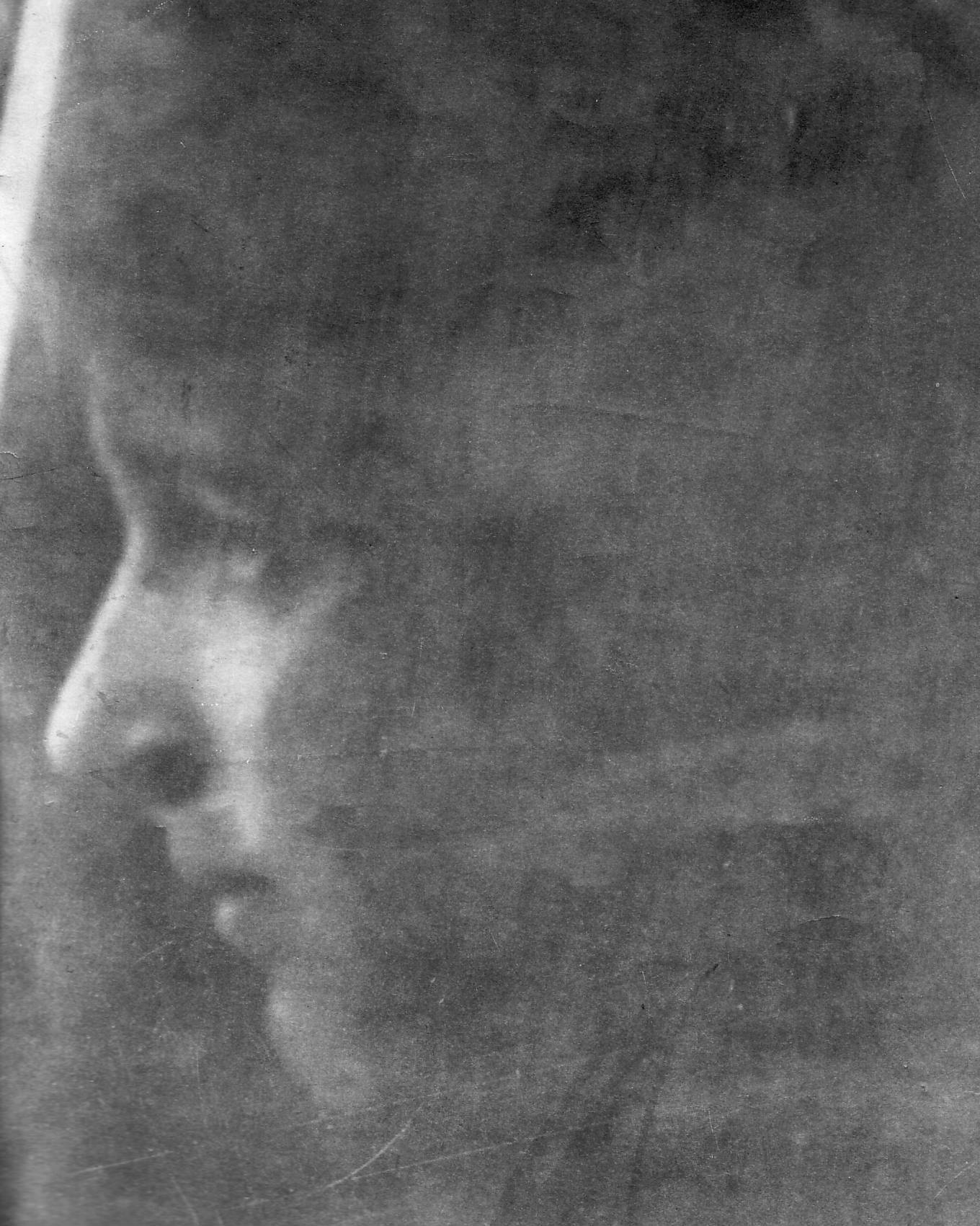
マリア・サンブラーノ

マリア・サンブラーノ・アラルコン（スペイン語: María Zambrano Alarcón, 1904年4月25日 - 1991年2月6日）は、スペイン・マラガ県ベレス＝マラガ出身の哲学者・随筆家。

## 経歴
マドリード大学にてホセ・オルテガ・イ・ガセットやハビエル・スビリのもとで哲学を学ぶ。その後、1930年にマドリード大学の形而上学講座の助教授となり、哲学を講じる（1930年-1936年）。フランコ政権樹立後は、スペインの多くの知識人たちと同じく、亡命。メキシコ、プエルトリコ、キューバ、イタリア、フランス、スイスなどを転々とし、スペインへの帰国は最晩年のこと、1984年11月20日だった。
サンブラーノの思想は、当初はオルテガの「生の哲学」に影響を受けたが、オルテガの「生の理性〔razón vital〕」を「詩の理性〔razón poética〕」へと読みかえて深化させることでオルテガの影響下から離脱し、独自の思想を形成した。そのため、「マドリード学派」のなかでも、オルテガの「異端の弟子」であるとも呼ばれている。
ガルシア・ロルカ、パブロ・ネルーダ、オクタビオ・パス、アルベール・カミュ、ルネ・シャールらとの親交を通してサンブラーノの名はラテンアメリカやヨーロッパでも知られていたが、亡命のためにスペイン国内ではあまり知られず、スペイン国内で広く知られるようになったのは帰国後、1988年に女性初のセルバンテス賞受賞者となってからのことである。それに先立ち1981年にアストゥリアス皇太子賞コミュニケーションおよびヒューマニズム部門を受賞。
なお、無類のネコ好きとしても知られ、30匹ものネコを飼っていたという。

## 著作
- 『自由主義の地平』　Horizontes del liberalismo (1930)
- 『哲学と詩』　Filosofía y poesía (1939)
- 『魂に関する知に向かって』　Hacia un saber sobre el alma (1950)
- 『人間と聖なるもの』　El hombre y lo divino  (1953)
- 『妄想と運命』　Delirio y destino (1953/1989)
- 『スペイン、夢と真実』　España, sueño y verdad  (1965)
- 『森の空間』　Claros del bosque (1977)
- 『曙光について』De la aurora (1986)

など。